# Степанов, Евгений Николаевич
Евге́ний Никола́евич Степа́нов (22 мая 1911, Москва — 5 сентября 1996, Москва) — советский лётчик-истребитель, Герой Советского Союза. Судья всесоюзной категории по авиационным видам спорта (1954).

## Биография
Родился в Москве, в семье служащего.
В 1933 году окончил 2-ю Борисоглебскую Краснознамённую военную авиационную школу лётчиков имени В. П. Чкалова.
В 1937 году — командир звена 12-й истребительной авиаэскадрильи 111-й истребительной авиабригады Ленинградского военного округа.
Под псевдонимом Эву Хеньо с 27 июля 1937 года добровольцем воевал в Испании на стороне республиканцев в эскадрилье истребителей И-15.
Один из участников штурмового удара по аэродрому франкистской авиации Гаррапинильос (в 10 км от города Сарагоса), который состоялся 15 октября 1937 года.
25 октября 1937 года совершил первый в мире ночной таран самолёта противника: в небе над Барселоной таранил итальянский бомбардировщик SM-81.
17 января 1938 года в районе города Теруэль его самолёт был сбит огнём с земли. Степанову удалось приземлиться на территории противника, где он был пленён. Полгода провёл в тюрьмах. Был приговорён к расстрелу, но 9 июня 1938 года его удалось обменять через Международный комитет Красного Креста на пленного немецкого пилота.
В мае 1939 года, в группе комкора Я. В. Смушкевича вылетел на Халхин-Гол, был назначен командиром эскадрильи в 22-й истребительный авиационный полк. На истребителе И-15 бис сбил несколько японских самолётов.
Указом Президиума Верховного Совета СССР от 29 августа 1939 года капитану Е. Н. Степанову было присвоено звание Героя Советского Союза, с вручением ордена Ленина. Грамота о присвоении звания Героя Советского Союза и орден Ленина ему были вручёны 17 октября, а медаль «Золотая Звезда» (№ 34) — 4 ноября уже после Указа Верховного Совета СССР от 16 октября об учреждении этого знака особого отличия.
В составе 19-го истребительного авиаполка участвовал в советско-финской войне.
Затем служил инспектором по технике пилотирования Управления ВВС Московского военного округа, возглавлял отделы Управления.
В 1948 году уволился в запас. Работал инспектором, инструктором и начальником отдела в Центральном комитете ДОСААФ, затем работал заместителем начальника Центрального аэроклуба имени В. П. Чкалова.
Несколько лет занимал пост первого вице-президента Международной авиационной федерации (ФАИ).
Как первый вице-президент Международной авиационной федерации, Е. Н. Степанов вручал Золотую авиационную медаль ФАИ Юрию Алексеевичу Гагарину.
В 1965—1977 годах работал начальником лётно-испытательной станции Московский авиационно-ремонтный завод ДОСААФ.
Похоронен в Москве на Троекуровском кладбище.
Один из прототипов Сергея Луконина, главного героя пьесы Константина Симонова «Парень из нашего города».

## Награды
- Медаль «Золотая Звезда» (29.08.1939)[2]
- Орден Ленина (29.08.1939)[2]
- Орден Красного Знамени (10.11.1937)[2]
- Орден Красного Знамени (13.06.1952)[2]
- Орден Красной Звезды (06.11.1947)[2]
- Медаль За боевые заслуги (03.11.1944)[2]
- Медаль За оборону Москвы[2]
- Медаль За победу над Германией в Великой Отечественной войне 1941—1945 гг.[2]
- Орден Красного Знамени (Монголия)
- Знак «Участнику боёв у Халхин-Гола»